# Abel Cuevas Melo
Abel Ignacio Cuevas Melo (Coatepec, Veracruz, 28 de marzo de 1965-13 de noviembre de 2023) fue un político mexicano, miembro del Partido Acción Nacional, ha sido en dos ocasiones diputado federal, funcionario de la presidencia de la República y oficial mayor de la Secretaría de Gobernación.

## Biografía
Es licenciado en Contaduría y Finanzas por la Universidad de las Américas, posteriormente se dedicó a actividades empresariales en el ramo del café y participó en el comité municipal de la Cruz Roja Mexicana. En 1995 fue nombrado Secretario de Comunicación del comité estatal del PAN en Veracruz, y de 1997 a 1998 fue secretario general del mismo comité. Electo diputado al Congreso de Veracruz de 1998 a 2001 en que fue coordinador de los diputados del PAN, en 2000 fue elegido diputado federal por el XI Distrito Electoral Federal de Veracruz a la LVIII Legislatura hasta 2003, de ese año a 2006 fue delegado de la Secretaría de Desarrollo Social en Veracruz y es último año fue elegido por segunda vez diputado federal esta vez por la vía de la representación proporcional a la LX Legislatura, cargo al que solicitó licencia el 21 de diciembre de 2006 para ocupar el cargo de Coordinador de Agenda Audiencias y Eventos Presidenciales de la Presidencia de la República.
El 18 de enero de 2008 el Secretario de Gobernación, Juan Camilo Mouriño, lo nombró Oficial Mayor de dicha dependencia, sustituyendo en el cargo al exgobernador de Aguascalientes Juan José León Rubio, permaneció en dicho cargo hasta el 7 de abril de 2009 en que renunció, siendo sustituido por Manuel Rodríguez Arregui.